# Municipio de Mercer (Pensilvania)
El municipio de Mercer (en inglés: Mercer Township) es un municipio ubicado en el condado de Butler en el estado estadounidense de Pensilvania. En el año 2000 tenía una población de 1.183 habitantes y una densidad poblacional de 35.9 personas por km².

## Geografía
El municipio de Mercer se encuentra ubicado en las coordenadas 41°08′17″N 79°59′11″O / 41.13806, -79.98639.

## Demografía
Según la Oficina del Censo en 2000 los ingresos medios por hogar en la localidad eran de $35,000 y los ingresos medios por familia eran $43,000. Los hombres tenían unos ingresos medios de $32,031 frente a los $18,571 para las mujeres. La renta per cápita para la localidad era de $17,205. Alrededor del 11,2% de la población estaban por debajo del umbral de pobreza.